# Blausterne
Die Blausterne (Scilla), als Trivialname auch Szilla, sind eine Pflanzengattung in der Unterfamilie Scilloideae innerhalb der Familie der Spargelgewächse (Asparagaceae). Die etwa 91 Arten kommen in ganz Europa, Teilen Asiens und an wenigen Stellen in Afrika vor. Unter den Vertretern finden sich auch einige Zierpflanzen. In Deutschland am bekanntesten dürfte der einheimische Zweiblättrige Blaustern sein, der auch in vielen Parks und Gärten angepflanzt wird.

## Beschreibung

### Vegetative Merkmale
Alle Scilla-Arten sind ausdauernde krautige Pflanzen. Diese Geophyten bilden Zwiebeln als Überdauerungsorgane. Aus der Zwiebel entstehen eine bis fünf Sprossachsen, die bei einigen Arten eine Wuchshöhe von bis zu 50 Zentimeter erreichen können. Die Laubblätter stehen in einer grundständigen Rosette zusammengefasst.

### Generative Merkmale
Die endständigen, traubigen Blütenstände enthalten eine bis Blüten. Die Blütenstiele sind meist aufrecht, manchmal gebogen oder am oberen Ende nickend, selten abstehend oder abwärtsgebogen. Es ist ein Hochblatt je Blüte vorhanden oder dieses fehlt.
Die zwittrigen Blüten sind dreizählig. Die sechs gleichgestaltigen Blütenhüllblätter sind frei oder an ihrer Basis verwachsen und ausgebreitet oder zurückgekrümmt. Ihre Färbung ist meist blau bis purpurfarben, selten weiß. Die Staubfäden sind frei, am Grund der Blütenhüllblätter eingefügt und gegen ihr oberes Ende verschmälert. Der Fruchtknoten ist kugelig bis verkehrt-eiförmig, dreifächerig mit zwei bis zehn Samenanlagen je Fach. Der meist gerade Griffel endet in einer kleinen und gestutzten Narbe.

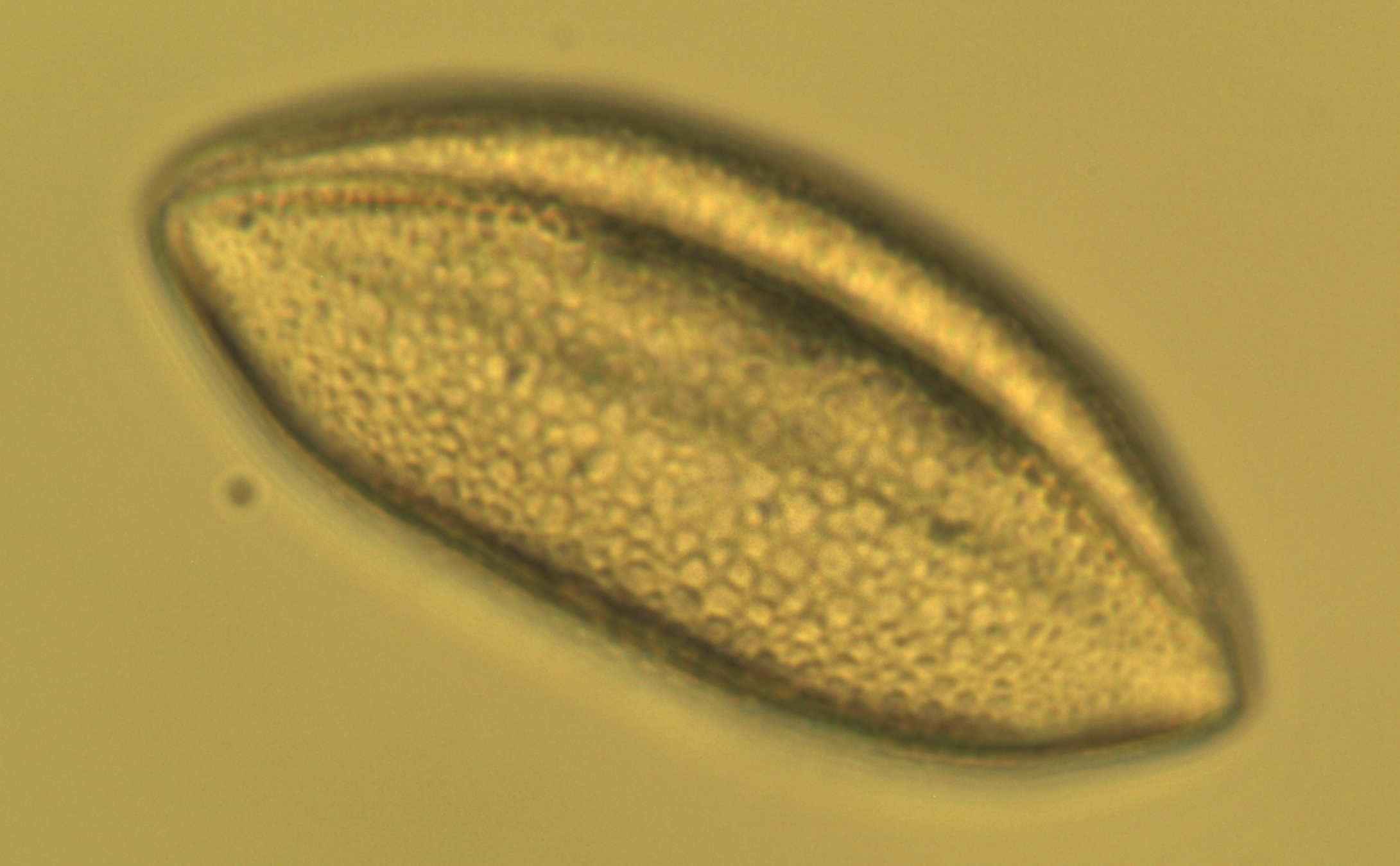
Scilla Pollenkorn 400× in Glycerin

Die kugelige Kapselfrucht öffnet sich lokulizid dreilappig und enthält 3 bis 30 Samen. Die gelben, braunen oder schwarzen, glänzenden Samen sind kugelig bis ellipsoid, ungeflügelt und besitzen bei manchen Arten ein Elaiosom.

## Systematik
Die Gattung Scilla wurde durch Carl von Linné 1753 in Species Plantarum, Tomus I, Seite 308 und 1754 in Genera Plantarum, 5. Auflage, Seite 146 aufgestellt. Typusart ist Scilla bifolia L.
Die Gattung Scilla enthält im weiteren Sinne etwa 50 bis 90 Arten (Auswahl):

### Scillaim engeren Sinne

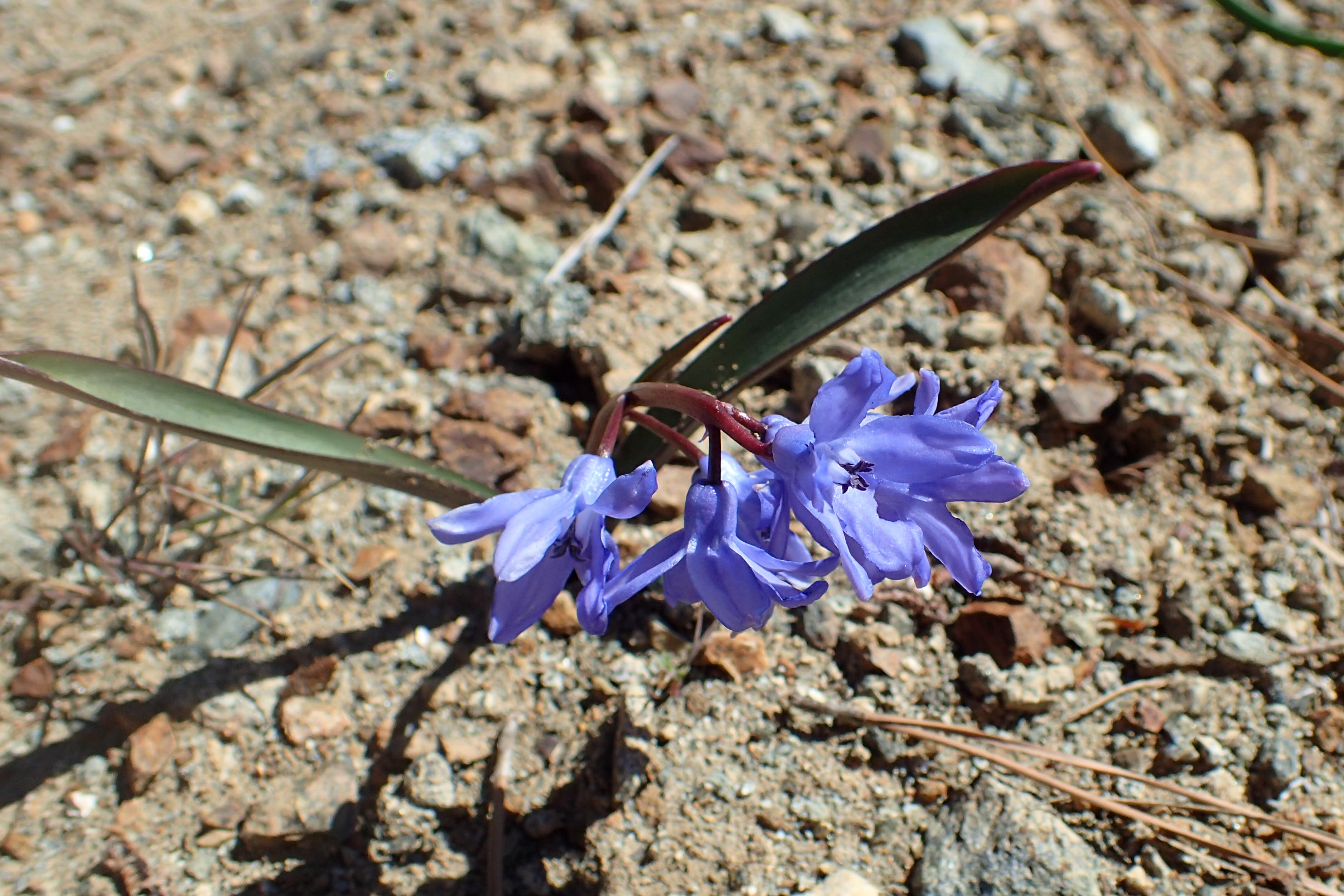
Zyprische Sternhyazinthe (Scilla lochiae)

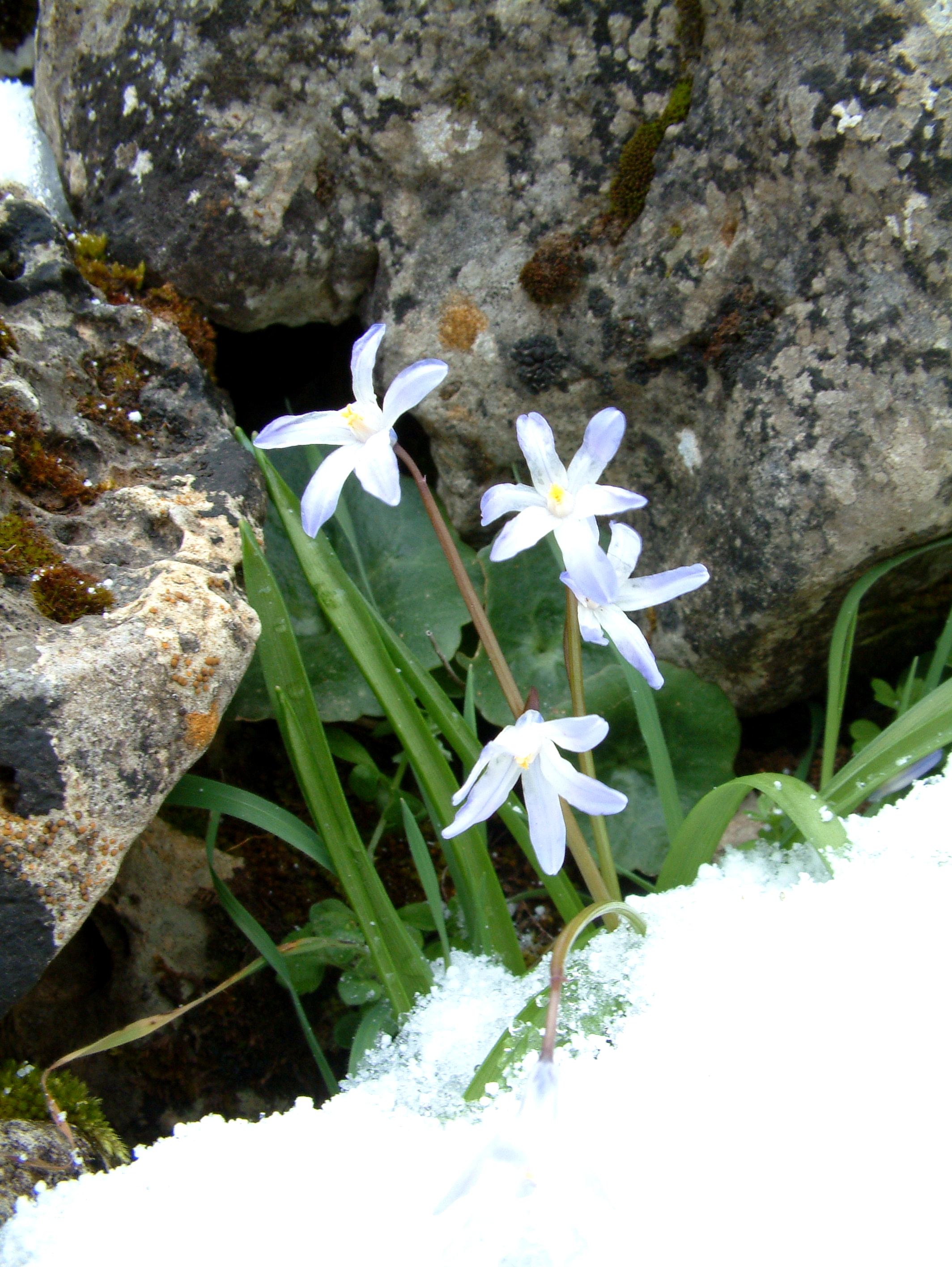
Scilla nana

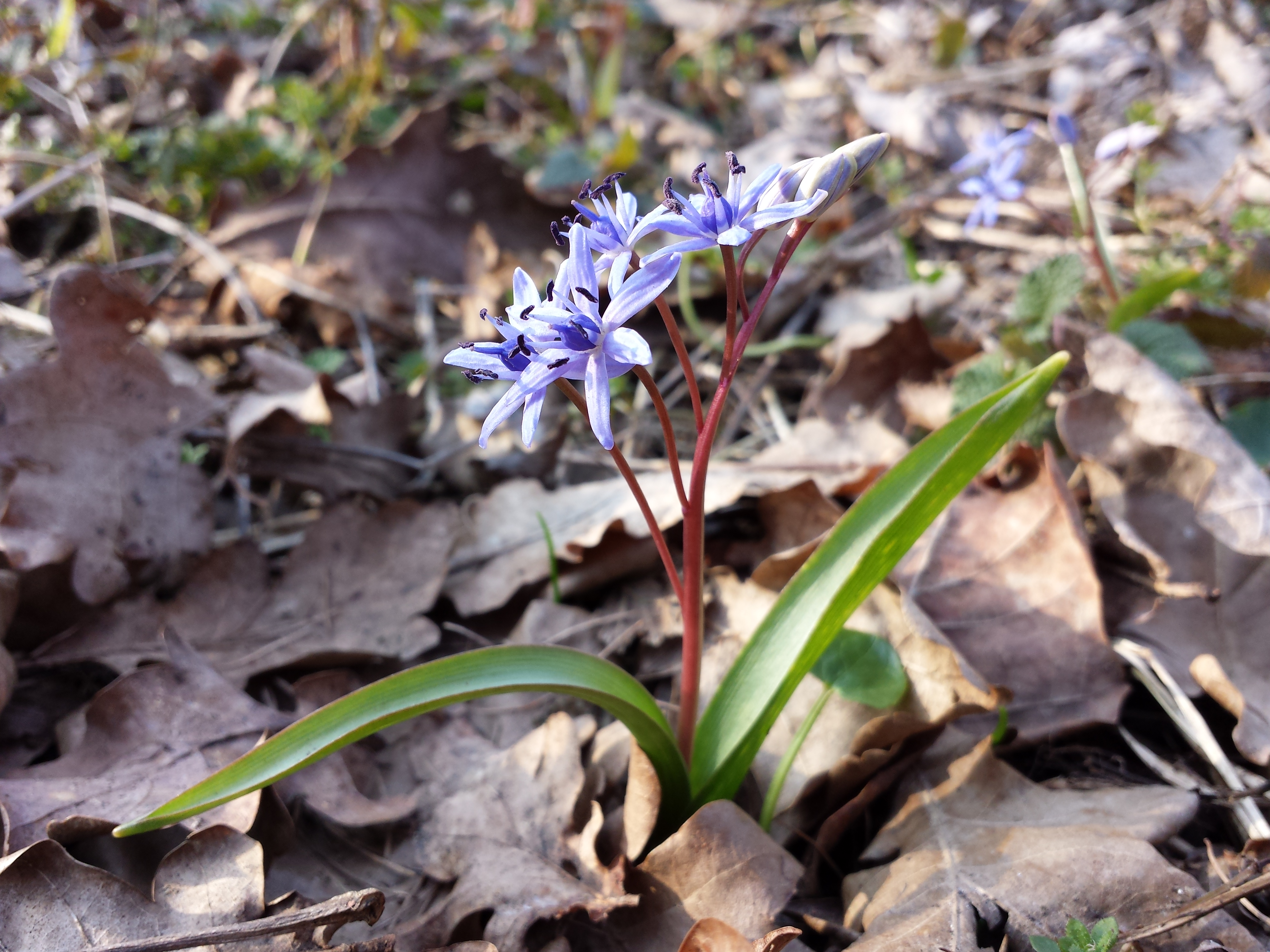
Wien-Blaustern (Scilla vindobonensis)

Die Gattung Scilla in ihrem traditionell angewandten, weiten Sinn ist eine paraphyletische Gruppe und in einem System auf phylogenetischer Grundlage in mehrere Gattungen zu unterteilen.  In der eng gefassten Gattung Scilla verbleibt der Verwandtschaftskreis um den Gattungstypus Scilla bifolia, einschließlich der nächstverwandten Gattung Chionodoxa.
- Zweiblättriger Blaustern (Scilla bifolia L.), Typusart der Gattung Scilla, kommt im engeren Sinne in Italien, Frankreich, Schweiz, Deutschland, Österreich, Slowenien und Nord-Kroatien vor,[5] wird oft mit verwandten Kleinsippen aus Europa und Vorderasien zusammengefasst, inklusive Traun-Blaustern (Scilla drunensis (Speta) Speta).
- Scilla cydonia Speta: Sie kommt nur im westlichen Kreta und auf Karpathos vor.[6]
- Scilla decidua Speta: Sie kommt in der Türkei vor.[7]
- Große Sternhyazinthe oder Blauer Schneeglanz (Scilla forbesii (Baker) Speta, Syn.: Chionodoxa forbesii Baker), Heimat: Westtürkei.
- Zyprische Sternhyazinthe (Scilla lochiae (Meikle) Speta, Syn.: Chionodoxa lochiae Meikle), Heimat: Zypern.
- Gewöhnliche Sternhyazinthe oder Großer Schneestolz (Scilla luciliae (Boiss.) Speta, Syn.: Chionodoxa luciliae Boiss.), Heimat: Türkei.
- Scilla nana (Schult. & Schult. f.) Speta (Syn.: Chionodoxa nana (Schult. & Schult. f.) Boiss. & Heldr., Chionodoxa cretica Boiss. & Heldr., Scilla cretica (Boiss. & Heldr.) Speta), Heimat: Kreta.[3] Mit zwei Unterarten:
  - Scilla nana subsp. albescens (Speta) Speta, Syn. Scilla albescens Speta, Chionodoxa albescens (Speta) Rix[6]
  - Scilla nana subsp. nana.
- Scilla resslii Speta: Sie kommt in der Türkei vor.[7]
- Dunkle Sternhyazinthe (Scilla sardensis (Whittall ex Barr & Sugden) Speta, Syn.: Chionodoxa sardensis Whittall ex Barr & Sugden), Heimat: Westtürkei.
- Speta-Blaustern (Scilla spetana Kereszty), Heimat: Ungarn, Österreich.
- Wien-Blaustern (Scilla vindobonensis Speta): Sie kommt in Deutschland, Österreich, Polen, Tschechien, in der Slowakei, Ungarn, Kroatien, Bosnien-Herzegowina, Serbien, Rumänien, Montenegro und Albanien vor.[7]

### Scillaim weiteren Sinne

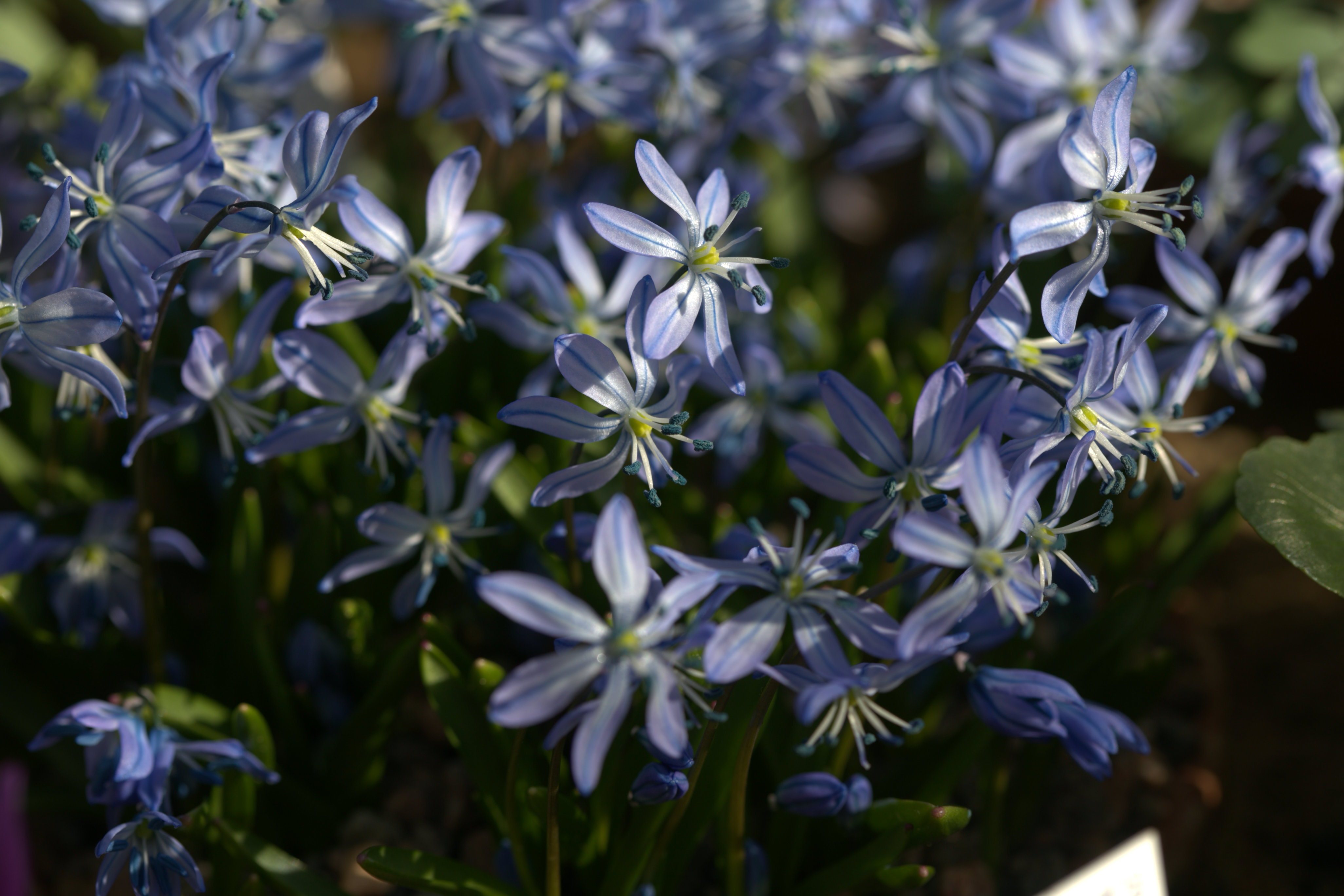
Scilla leepii

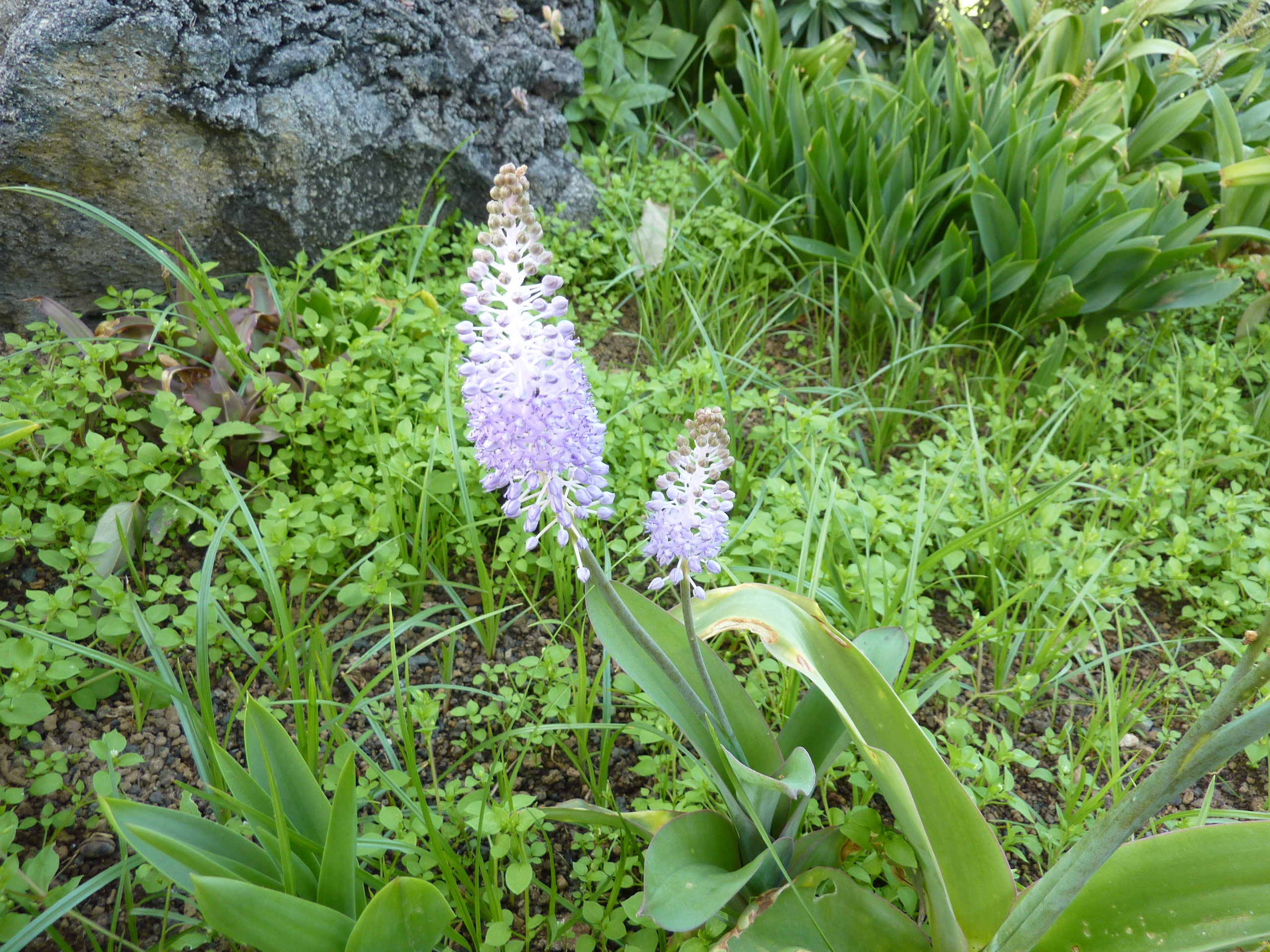
Scilla madeirensis

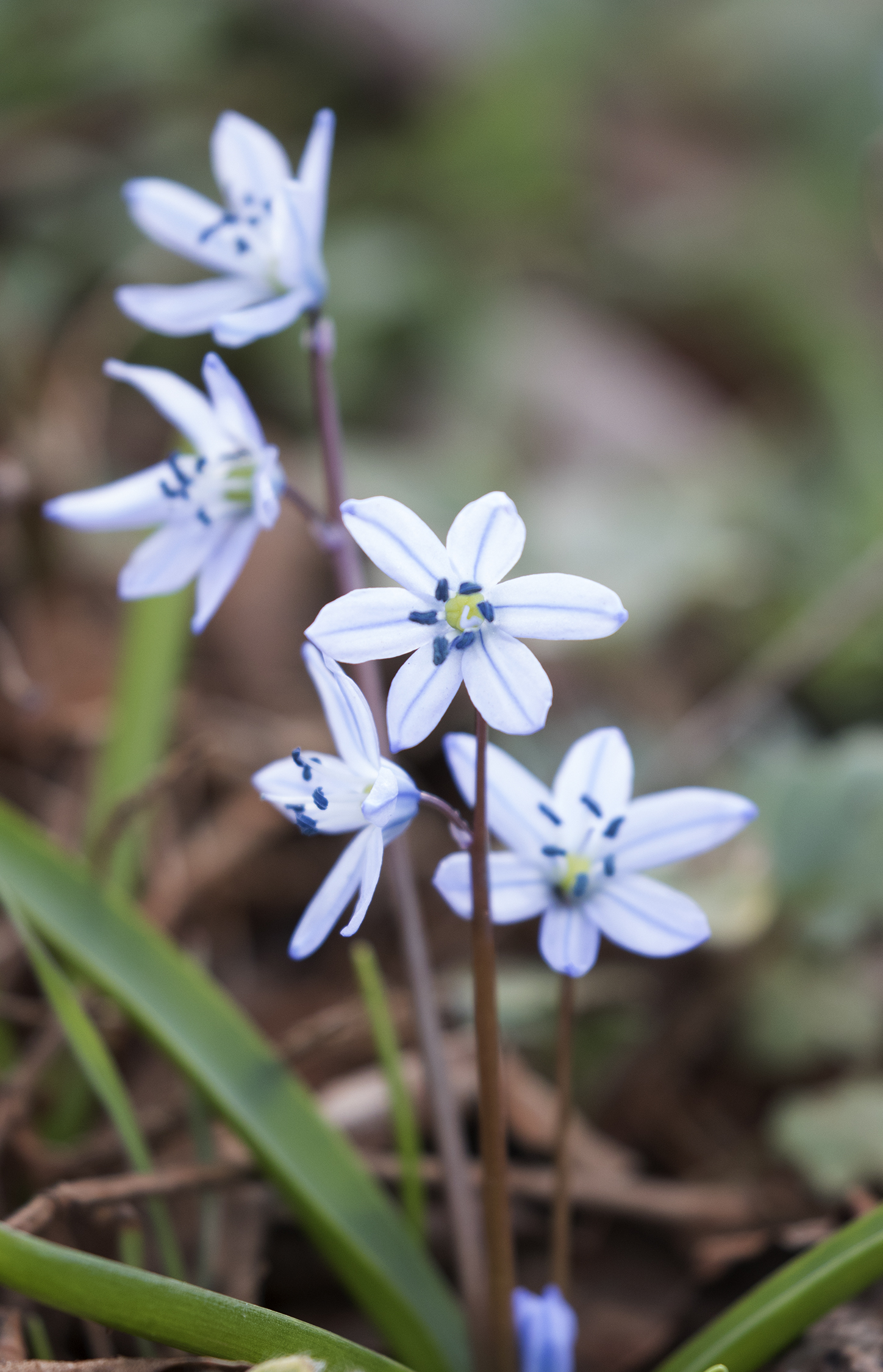
Scilla melaina

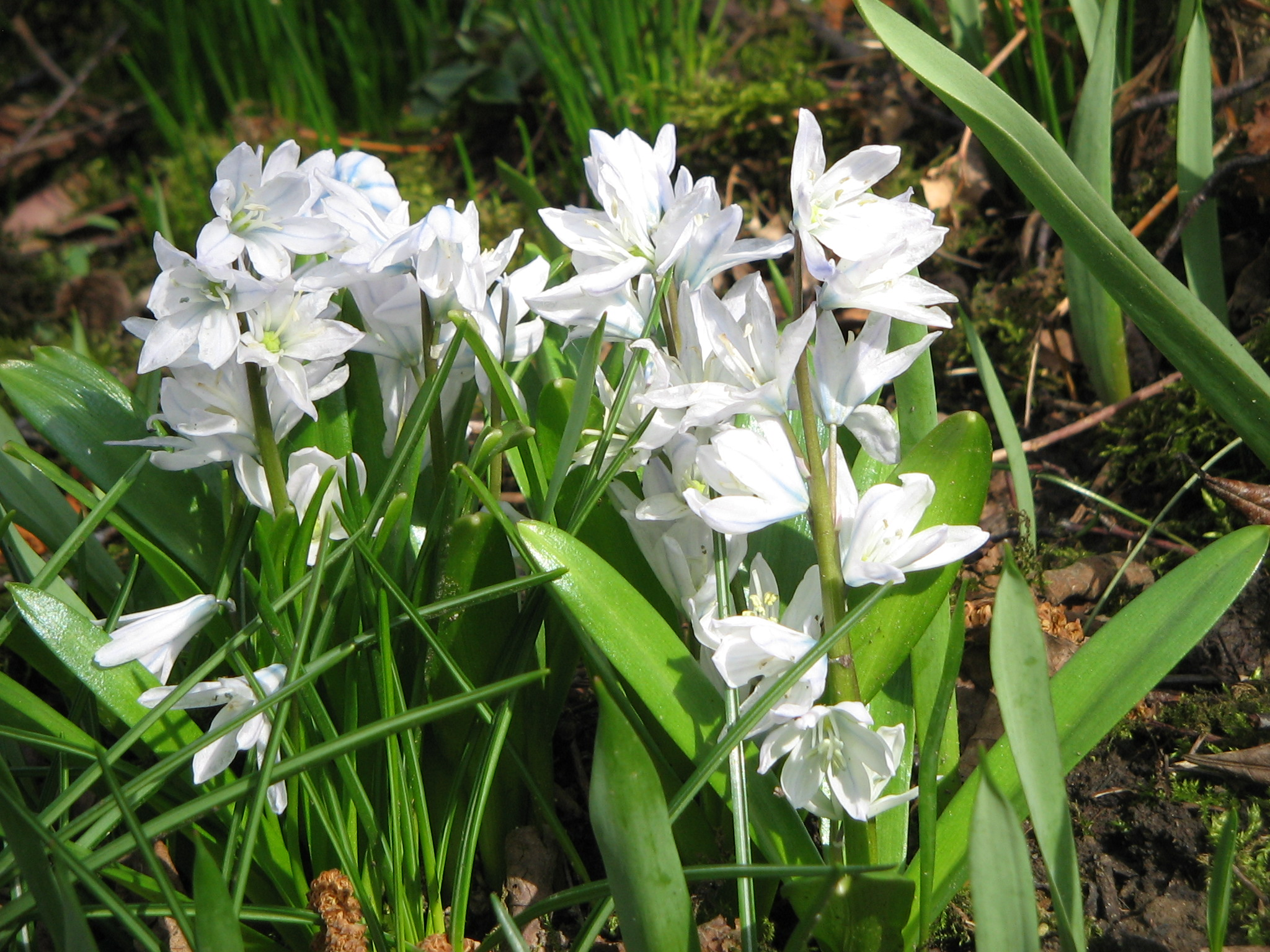
Mischtschenko-Blaustern (Scilla mischtschenkoana)

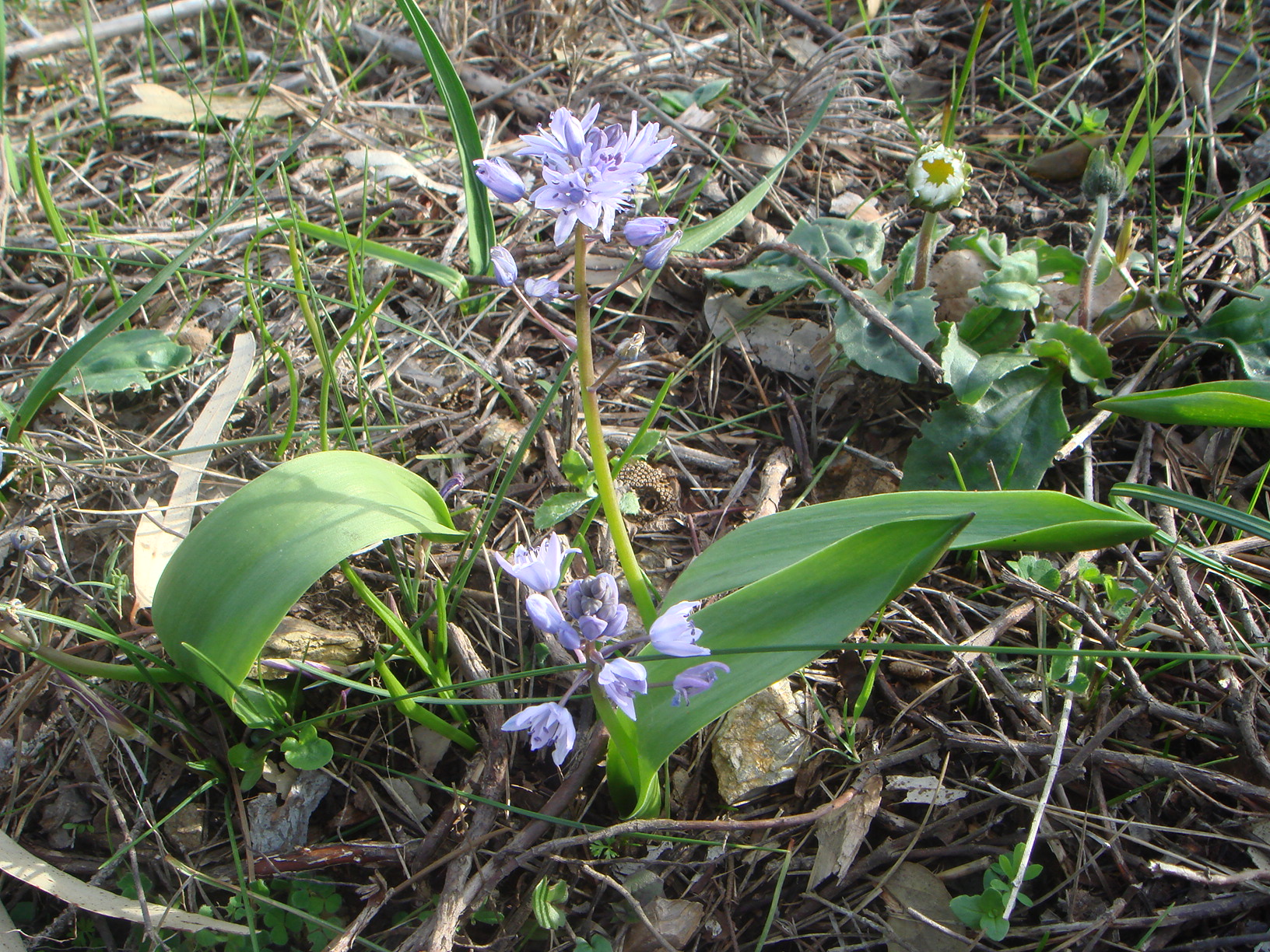
Einblättriger Blaustern (Scilla monophyllos)

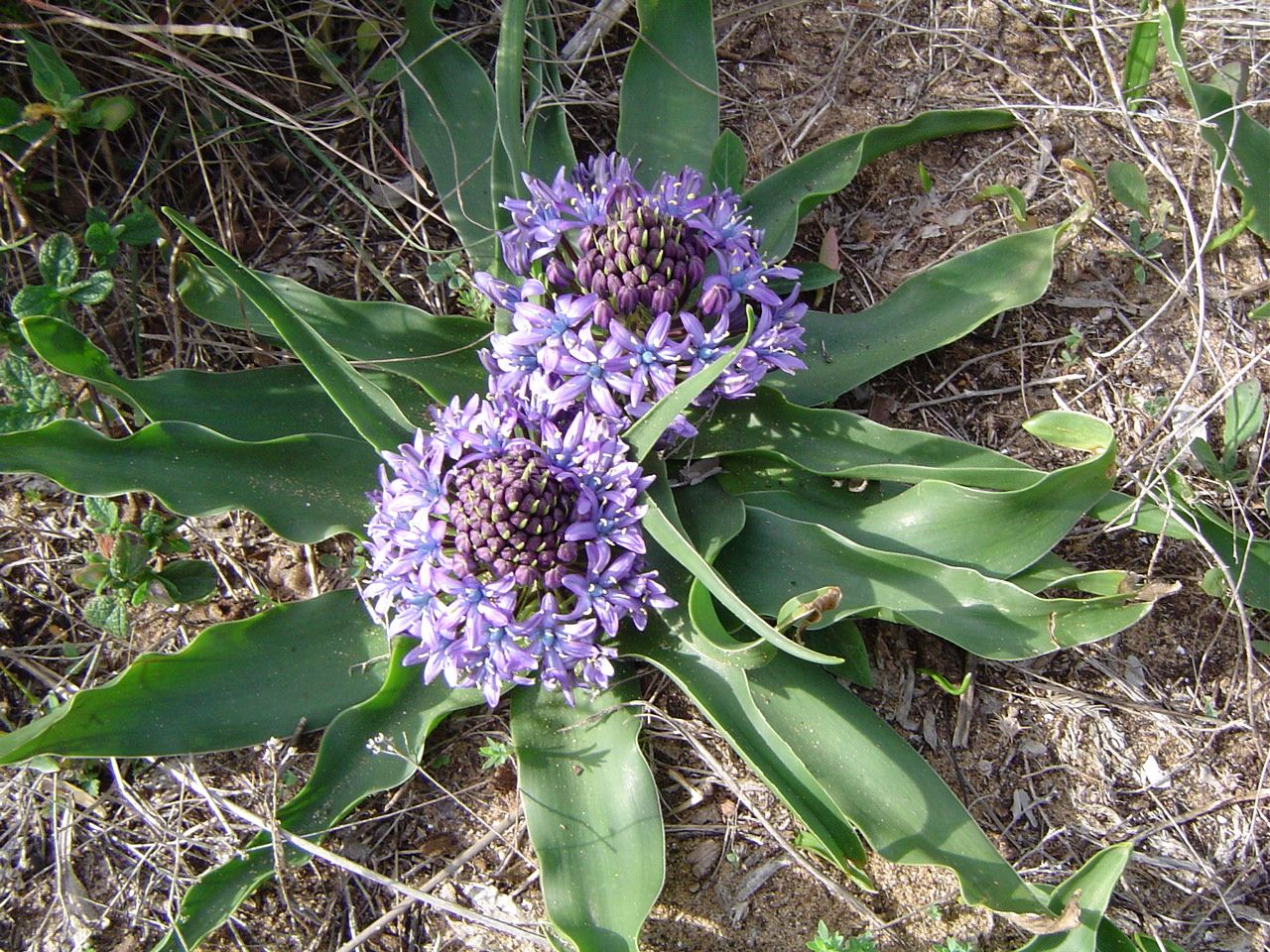
Peruanischer Blaustern (Scilla peruviana)

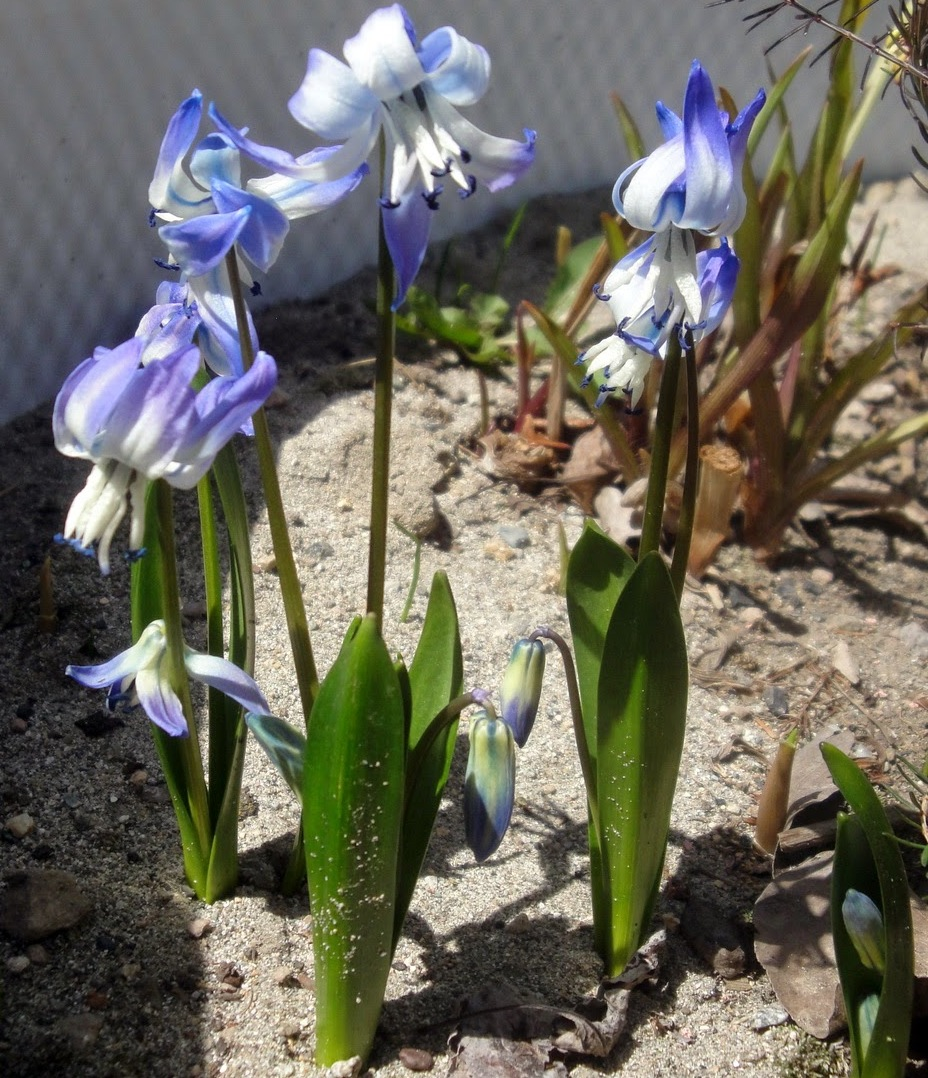
Scilla rosenii

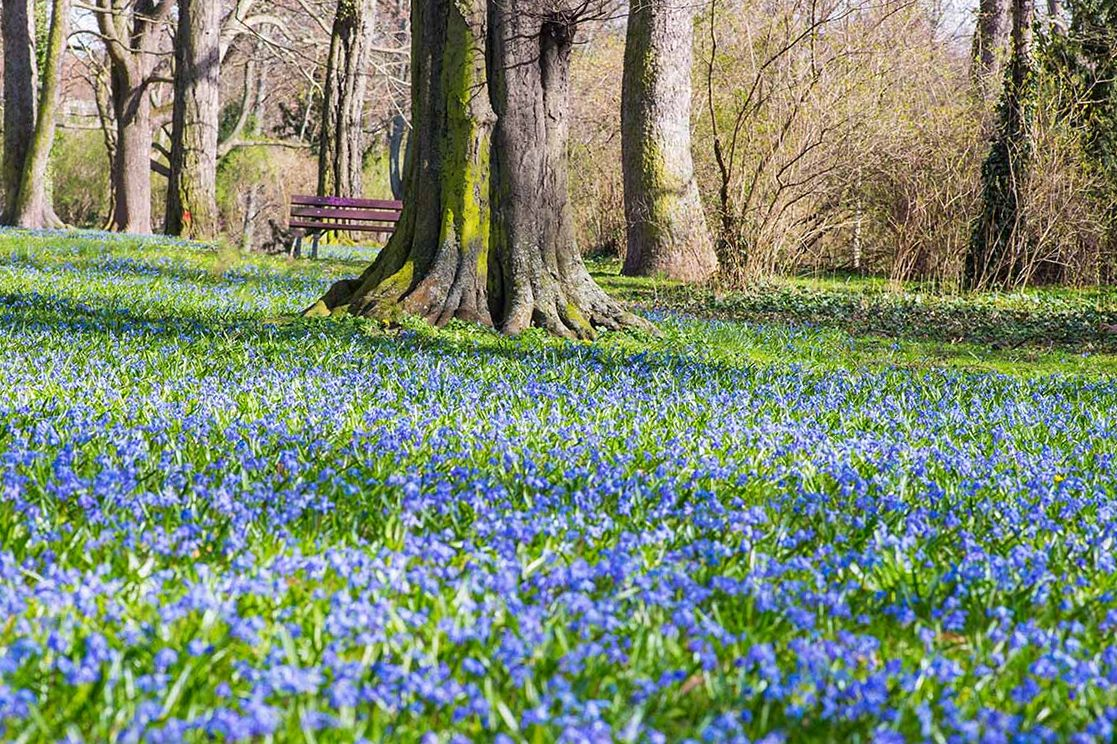
Sibirischer Blaustern (Scilla siberica)

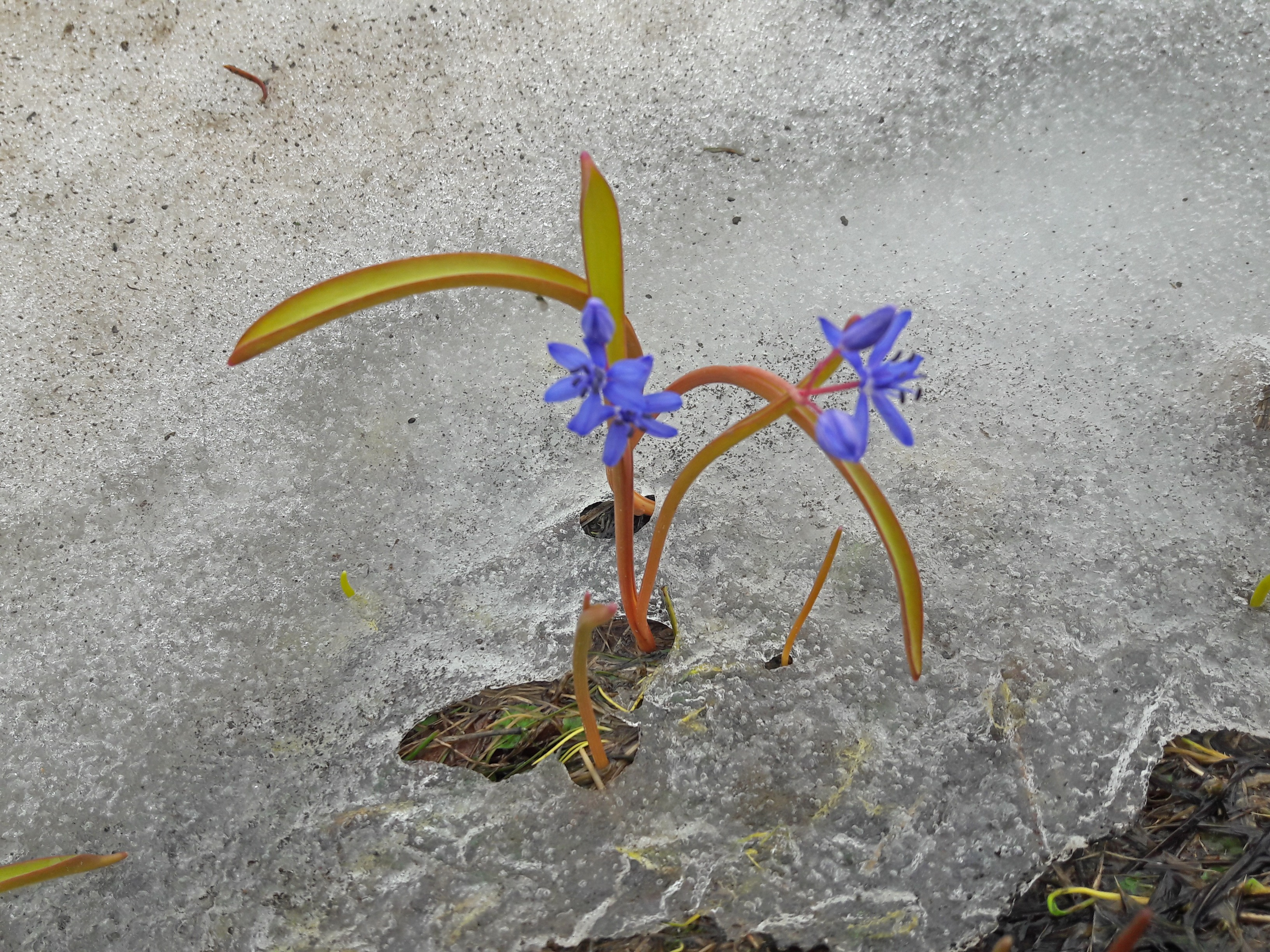
Scilla subnivalis

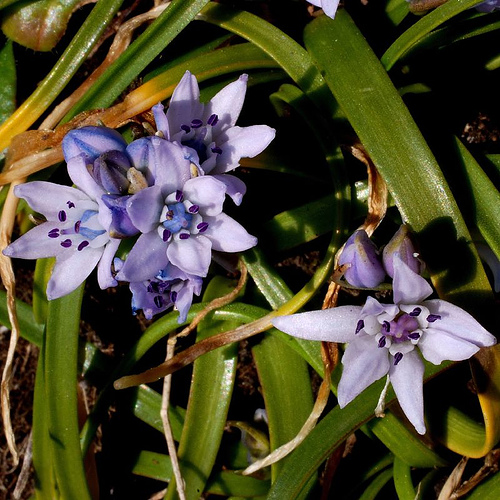
Scilla verna

Die folgenden Arten (Auswahl) wurden oft in die als Synonyme angeführten Gattungen gestellt:
- Scilla achtenii De Wild.: Sie kommt in der Demokratischen Republik Kongo vor.[8]
- Scilla africana Borzì & Mattei: Sie kommt in Tunesien und in Libyen vor.[8]
- Scilla albanica Turrill: Sie kommt in Albanien vor.[8]
- Scilla albinervis Yıldırım & Gemici: Sie wurde 2014 aus dem asiatischen Teil der Türkei erstbeschrieben.[8]
- Scilla alinihatiana Aslan & Yıldırım: Sie wurde 2014 aus dem asiatischen Teil der Türkei erstbeschrieben.[8]
- Schöner Blaustern (Scilla amoena L., Syn. Othocallis amoena (L.) Speta): Eine Heimat ist unbekannt.[8]
- Scilla andria Speta: Sie kommt in Griechenland vor.[8]
- Herbst-Blaustern (Scilla autumnalis L., Syn.: Prospero autumnale (L.) Speta): Er kommt im Mittelmeerraum vor (systematische Stellung unklar).
- Scilla antunesii Engl.: Sie kommt in Angola vor.[8]
- Scilla arenaria Baker: Sie kommt in Angola vor.[8]
- Scilla arsusiana Yıldırım & Gemici: Sie wurde 2014 aus dem asiatischen Teil der Türkei erstbeschrieben.[8]
- Scilla begoniifolia A.Chev.: Sie kommt in der Zentralafrikanischen Republik vor.[8]
- Scilla benguellensis Baker: Sie kommt in Angola vor.[8]
- Scilla berthelotii Webb & Berthel. (Syn.: Autonoe berthelotii (Webb & Berthel.) Speta): Sie kommt auf den Kanarischen Inseln vor.[8]
- Scilla bilgineri Yıldırım: Sie wurde 2017 aus dem asiatischen Teil der Türkei erstbeschrieben.[8]
- Scilla bisotunensis Speta (Syn.: Fessia bisotunensis (Speta) Speta): Sie kommt nur im westlichen Iran vor (systematische Stellung unklar).
- Scilla bithynica Boiss.: Sie kommt ursprünglich in Bulgarien und in der Türkei vor.[8]
- Scilla buchananii Baker: Sie kommt in Mosambik vor.[8]
- Scilla buekkensis Speta: Sie kommt in Ungarn, Rumänien und in der früheren Tschechoslowakei vor.[8]
- Scilla bussei Dammer: Sie kommt in Malawi vor.[8]
- Scilla chlorantha Baker: Sie kommt von der Zentralafrikanischen Republik bis zum Sudan vor.[8]
- Scilla ciliata Baker[8]
- Scilla cilicica Siehe (Syn.: Othocallis cilicica (Siehe) Speta): Das Verbreitungsgebiet reicht von der südlichen Türkei bis zum nördlichen Israel.[8]
- Scilla congesta Baker: Sie kommt in Angola vor.[8]
- Scilla cretica (Boiss. & Heldr.) Speta: Sie kommt in Kreta vor.[8]
- Scilla dimartinoi Brullo & Pavone: Sie kommt in Lampedusa vor.[8]
- Scilla dualaensis Poelln.: Sie kommt in Kamerun vor.[8]
- Scilla engleri T.Durand & Schinz: Sie kommt im südlichen Sudan vor.[8]
- Scilla flaccidula Baker: Sie kommt in Angola vor.[8]
- Scilla furseorum Meikle (Syn.: Fessia furseorum (Meikle) Speta): Sie kommt nur im nordöstlichen Afghanistan vor (systematische Stellung unklar).
- Scilla gabunensis Baker[8]
- Scilla gorganica Speta (Syn.: Fessia gorganica (Speta) Speta): Sie kommt nur im nördliche Iran vor.[8]
- Greilhuber-Blaustern (Scilla greilhuberi Speta, Syn.: Fessia greilhuberi (Speta) Speta), Heimat: Iran (systematische Stellung unklar).
- Scilla gracillima Engl.[8]
- Scilla griffithii Hochr. (Syn.: Fessia purpurea (Griff.) Speta): Das Verbreitungsgebiet reicht vom östlichen Afghanistan bis Kaschmir (systematische Stellung unklar).
- Scilla haemorrhoidalis Webb & Berthel.[8]
- Scilla hakkariensis Firat & Yıldırım: Sie wurde 2020 aus dem asiatischen Teil der Türkei erstbeschrieben.[8]
- Scilla hildebrandtii Baker[8]
- Hohenacker-Blaustern (Scilla hohenackeri Fisch. & C.A.Mey., Syn.: Fessia hohenackeri (Fisch. & C.A.Mey.) Speta), Heimat: Kaukasus, Iran (systematische Stellung unklar).
- Scilla huanica Poelln.[8]
- Hyazinthen-Blaustern (Scilla hyacinthoides L., Syn.: Nectaroscilla hyacinthoides (L.) Parl.), Heimat: Südeuropa, Vorderasien, in Algerien eingebürgert.[8]
- Scilla ingridiae Speta (Syn.: Othocallis ingridiae (Speta) Speta)[9]: Sie kommt nur in der südlichen Türkei vor.[8]
- Scilla jaegeri K.Krause[8]
- Scilla katendensis De Wild.[8]
- Scilla kladnii Schur[8]
- Scilla kurdistanica Speta (Syn.: Othocallis kurdistanica (Speta) Speta): Sie kommt nur im nördlichen Irak vor.[8]
- Scilla lakusicii Šilic[8]
- Kanaren-Blaustern (Scilla latifolia (Willd. ex Schult. & Schult. f.) Speta (Syn.: Autonoe latifolia (Willd. ex Schult. & Schult. f.) Speta): Er kommt auf den Kanarische Inseln und in Nordafrika vor.[8]
- Scilla laxiflora Baker[8]
- Scilla ledienii Engl.[8]
- Scilla leepii Speta (Syn.: Othocallis leepii (Speta) Speta): Sie kommt nur in der östlichen Türkei vor.[8]
- Scilla libanotica Speta (Syn.: Othocallis libanotica (Speta) Speta): Die Heimat ist der Libanon.[8]
- Pyrenäen-Blaustern (Scilla lilio-hyacinthus L., Syn. Tractema liliohyacinthus (L.) Speta), Heimat: Nordspanien, Frankreich.[8]
- Amethyst-Blaustern oder Wiesen-Blaustern (Scilla litardierei Breistr., Syn.: Chouardia litardierei (Breistr.) Speta): Sie kommt in Kroatien, Bosnien, Serbien sowie Montenegro vor.[8]
- Scilla longistylosa Speta[8]
- Scilla luciliae (Boiss.) Speta[8]
- Scilla lucis Speta[8]
- Scilla madeirensis Menezes (Syn.: Autonoe madeirensis (Menezes) Speta): Die Heimat ist Madeira und Selvagens.[8]
- Scilla melaina Speta (Syn.: Othocallis melaina (Speta) Speta): Sie kommt nur in der südlichen Türkei vor.[8]
- Scilla merinoi S.Ortiz, Rodr.Oubiña & Izco[8]
- Scilla mesopotamica Speta (Syn.: Othocallis mesopotamica (Speta) Speta): Sie kommt in der Türkei vor.[8]
- Scilla messeniaca Boiss.[8]
- Mischtschenko-Blaustern (Scilla mischtschenkoana Grossh., Syn.: Othocallis mischtschenkoana (Grossh.) Speta), Heimat: Kaukasusraum.[8]
- Scilla monanthos K.Koch[8]
- Einblättriger Blaustern (Scilla monophyllos Link, Syn. Tractema monophyllos (Link) Speta): Sie kommt im westlichen Spanien, Portugal und Marokko vor.[8]
- Scilla mordakiae Speta (Syn.: Othocallis mordakiae (Speta) Speta)
- Scilla morrisii Meikle (Syn.: Othocallis morrisii (Meikle) Speta, mit Scilla veneris Speta als Othocallis morrisii var. veneris (Speta) Speta[10])[8]
- Scilla nivalis Boiss.[8]
- Scilla obtusifolia Poir. (Syn.: Prospero obtusifolium (Poir.) Speta), kommt in Nordostspanien, Algerien, Marokko und auf den Inseln des westlichen Mittelmeerraums vor (systematische Stellung unklar).
- Scilla oubangluensis Hua[8]
- Scilla paui Lacaita[8]
- Scilla parwanica Speta (Syn.: Fessia parwanica (Speta) Speta): Die Heimat ist das östliche bis zentrale Afghanistan (systematische Stellung unklar).
- Scilla persica Hausskn. (Syn.: Zagrosia persica (Hausskn.) Speta), Heimat: Westiran, Nordirak (systematische Stellung unklar).
- Peruanischer Blaustern oder Stern der Peru (Scilla peruviana L., Syn.: Oncostema peruviana (L.) Speta), Heimat: Westliches Mittelmeerraum, Portugal, Nordafrika.[8]
- Scilla petersii Engl.[8]
- Scilla platyphylla Baker[8]
- Scilla pleiophylla Speta[8]
- Scilla pneumonanthe Speta[8]
- Puschkinien-Blaustern (Scilla puschkinioides Regel, Syn.: Fessia puschkinioides (Regel) Speta), Heimat: Zentralasien (systematische Stellung unklar).
- Scilla raewskiana Regel (Syn.: Fessia raewskiana (Regel) Speta): Die Heimat ist Tadschikistan und das nordöstliche Afghanistan (systematische Stellung unklar).
- Scilla reuteri Speta[8]
- Scilla rosenii K.Koch
- Alpenveilchen-Blaustern (Scilla rosenii K. Koch, Syn.: Othocallis rosenii (K. Koch) Speta), Heimat: Kaukasusraum, Türkei.[8]
- Ostasiatischer Blaustern (Scilla scilloides (Lindl.) Druce, Syn.: Barnardia japonica (Thunb.) Schult. & Schult. f.), Heimat: Ostasien (China, Amur, „Mandschurei“, Korea, Japan, Taiwan) (systematische Stellung unklar).
- Scilla schweinfurthii Engl.[8]
- Sibirischer Blaustern oder Russischer Blaustern (Scilla siberica Andrews)[8]
- Scilla simiarum Baker[8]
- Scilla sodalicia N.E.Br.[8]
- Scilla subnivalis (Halácsy) Speta[8]
- Scilla talosii Tzanoud. & Kypr. (Syn.: Prospero talosii (Tzanoud. & Kypr.) Speta)[11]: Sie kommt auf Kreta vor (systematische Stellung unklar).
- Scilla tayloriana Rendle[8]
- Scilla textilis Rendle[8]
- Scilla uyuiensis Rendle.[8]
- Scilla vardariana Yıldırım & Gemici: Sie wurde 2013 aus der nordöstlichen Türkei erstbeschrieben.[8]
- Scilla verdickii De Wild.[8]
- Scilla verna Huds. (Syn.: Tractema verna (Huds.) Speta, Oncostema verna (Huds.) Speta), Heimat: Westeuropa von Portugal und Spanien bis zum Vereinigten Königreich, Norwegen und den Färöer-Inseln.[8]
- Scilla villosa Desf.[8]
- Scilla voethorum Speta[8]
- Scilla vvedenskyi Pazij (Syn.: Fessia vvedenskyi (Pazij) Speta): Sie kommt nur in Tadschikistan vor (systematische Stellung unklar).
- Scilla welwitschii Poelln.[8]
- Scilla werneri De Wild.[8]